# Rosario-Santa Fe de 2002
La 64ª edición de la Rosario-Santa Fe tuvo lugar el 17 de noviembre de 2002 y fue organizada por el Ciclista Moto Club Santafesino, la prueba contaba con un recorrido que fue con la largada desde Plaza Alberdi de Rosario, San Lorenzo, Barrancas, Sauce Viejo, Santo Tomé, Santa Fe con llegada frente a la legislatura de esa ciudad, totalizando una distancia de 170 kilómetros.
En esta edición los ciclistas sufrieron un fuerte viento norte que hizo más lenta la marcha y un calor agobiante, luego de pasar por Barrancas se separó al frente un pelotón de 19 ciclistas que fueron ampliando la ventaja, a la altura del Desvío Arijón se unieron otros 6 ciclistas en la vanguardia de la carrera y ese grupo fue el que definió la carrera en la llegada de Santa Fe. En un sprint final muy cerrado donde se debió recurrir a la grabación de la llegada para determinar las diferentes ubicaciones, se impuso el pedalista Fernando Antogna, acompañado en el podio en segundo lugar por Luis Lorenz y en tercera posición Gastón Corsaro.

## Clasificación final
|    | Ciclista         | Equipo               | Tiempo |
| -- | ---------------- | -------------------- | ------ |
| 1  | Fernando Antogna | Supermercados Toledo | '      |
| 2  | Luis Lorenz      | Tres de Febrero      | + 00"  |
| 3  | Gastón Corsaro   | Tres de Febrero      | + 00"  |
| 4  | Daniel Capella   | Tres de Febrero      | + 00"  |
| 5  | Adrián Gariboldi | Keops                | + 00"  |
| 6  | Sebastián Cancio | Asociación Juninense | + 00"  |
| 7  | Facundo Bazzi    | Tres de Febrero      | + 00"  |
| 8  | Marcos Ferrari   | Club Berisso         | + 00"  |
| 9  | Juan Sigura      | A.C.E.R.             | + 00"  |
| 10 | Matías Médici    | Tres de Febrero      | + 00"  |